# Stegastes
Stegastes è un genere di pesci marini appartenenti alla famiglia Pomacentridae e alla sottofamiglia Pomacentrinae.

## Distribuzione e habitat
Sono presenti in tutti i mari tropicali e, limitatamente, subtropicali. Alcune specie del genere hanno un'ampia diffusione mentre altre hanno un areale limitato alle coste di una singola isola oceanica.
Sono pesci strettamente costieri. Vivono nei pressi delle barriere coralline o, dove assenti i reef, di fondali duri. S. otophorus è eurialino e penetra nelle acque salmastre e dolci.

## Descrizione
Sono pesci di piccola taglia, di solito attorno ai 10 cm. S.acapulcoensis raggiunge i 17 cm ed è la specie di maggiori dimensioni.

## Tassonomia
Il genere comprende 38 specie:
- Stegastes acapulcoensis
- Stegastes adustus
- Stegastes albifasciatus
- Stegastes altus
- Stegastes apicalis
- Stegastes arcifrons
- Stegastes aureus
- Stegastes baldwini
- Stegastes beebei
- Stegastes diencaeus
- Stegastes emeryi
- Stegastes fasciolatus
- Stegastes flavilatus
- Stegastes fuscus
- Stegastes gascoynei
- Stegastes imbricatus
- Stegastes insularis
- Stegastes leucorus
- Stegastes leucostictus
- Stegastes limbatus
- Stegastes lividus
- Stegastes lubbocki
- Stegastes nigricans
- Stegastes obreptus
- Stegastes otophorus
- Stegastes partitus
- Stegastes pelicieri
- Stegastes pictus
- Stegastes planifrons
- Stegastes punctatus
- Stegastes rectifraenum
- Stegastes redemptus
- Stegastes rocasensis
- Stegastes sanctaehelenae
- Stegastes sanctipauli
- Stegastes uenfi
- Stegastes variabilis
- Stegastes xanthurus